# Mentiras Perigosas
Dangerous Lies (no Brasil e em Portugal: Mentiras Perigosas) é um filme americano de suspense de 2020 dirigido por Michael Scott e roteirizado por David Golden. O filme é estrelado por Camila Mendes, Jessie T. Usher, Jamie Chung, Cam Gigandet, Sasha Alexander e Elliott Gould e foi lançado em 30 de abril de 2020 na Netflix.

## Sinopse
Katie e Adam são um jovem casal que está lutando para pagar suas contas. Katie trabalha no turno da noite em um restaurante enquanto Adam estuda. Uma noite, eles estão se beijando no carro durante o intervalo de Katie. Eles voltam ao restaurante para encontrar um ladrão armado que ameaça a equipe. Adam foge do assaltante e o nocauteia. Ele é chamado de herói enquanto o ladrão vai para a cadeia.
Quatro meses depois, Katie está trabalhando como cuidadora de Leonard, um homem rico e idoso que cresce perto dela. Adam deixou a faculdade e está tentando encontrar um emprego que pague bem para que possam pagar suas dívidas. Leonard diz a Katie que ele continua ouvindo barulhos em sua casa durante a noite.
Um dia, Katie conta a Leonard sobre suas dificuldades financeiras. Leonard insiste em ajudá-la com dinheiro, mas Katie pede que ele dê a Adam um emprego como jardineiro, o que ele faz. O jardim está uma bagunça desde que o último jardineiro parou de aparecer um dia. Um agente imobiliário insistente, Hayden, aparece e pergunta se ele pode comprar a casa. Katie se recusa. Sem o conhecimento de Katie e Adam, Hayden começa a observá-los regularmente.
Logo depois, Leonard dá um cheque de 7000 dólares para Katie. Katie não quer aceitar, mas Adam a convence a usar o cheque para pagar as contas devidas e devolver o restante a Leonard. No dia seguinte, eles chegam à casa de Leonard para encontrá-lo morto, deixando Katie arrasada.
O casal também encontra uma mala cheia de dinheiro. Adam quer receber o dinheiro e Katie relutantemente concorda para que possam pagar sua dívida. Eles informam a polícia da morte de Leonard e são interrogados pelo detetive Chesler. Quando Adam volta para casa para obter o dinheiro, um intruso misterioso o nocauteia, mas não encontra o dinheiro. Eles decidem colocá-lo em um cofre.
No funeral de Leonard, eles encontram sua advogada, Julia, que conta sobre sua vontade. Katie ficou com tudo e o casal subiu para a casa. Enquanto Katie reluta em aceitar a herança e teme que alguém descubra o dinheiro que escondeu, Adam se torna cada vez mais ganancioso. Ele sonha com férias caras, além de itens de luxo e pensa em fugir do imposto.
Hayden reaparece e ameaça Katie, insistindo que ele deve comprar a casa. Ela se recusa severamente. Quando Adam volta, ele diz a ela que acredita que está sendo seguido, Katie percebe que Hayden está atrás deles. O detetive Chesler desconfia de Adam e começa a investigar as circunstâncias que cercam a morte de Leonard e o assalto na lanchonete.
Enquanto explora o espaço acima da garagem, Katie encontra um corpo com cheques não guardados, escritos ao jardineiro anterior de Leonard, Ethan Doyle, que aparentemente morreu de um ferimento a bala vários meses antes. Ela também encontra um saco de diamantes no corpo. Katie quer ligar para o detetive Chesler, mas Adam a convence a ficar com os diamantes. Ele despeja o corpo e queima todas as evidências da existência de Ethan.
O detetive Chesler sugere a Katie a possibilidade de Adam e o atirador da lanchonete se conhecerem, já que ele trabalhava na universidade em que Adam estava frequentando. Katie fica cada vez mais desconfiada de Adam, especialmente depois de encontrar um frasco vazio de pílulas que não foi contabilizado no diário de bordo dos medicamentos de Leonard. Ela se encontra com Julia para discutir um curso de ação. Julia avisa Katie sobre Adam a ter traído e diz que a polícia está prestes a obter um mandado de busca em sua casa. Quando eles inspecionam o cofre, o dinheiro acaba. Julia suspeita que Adam pegou e está planejando fugir, deixando Katie como suspeita na morte de Leonard. Ela diz a Katie para levá-lo para casa e lhe ligar.
Quando Katie confronta Adam sobre o dinheiro, ele diz que descobriu que Hayden é na verdade um ladrão de jóias que foi libertado recentemente da prisão, e não o agente imobiliário que ele se retratou. Eles percebem que Ethan era o parceiro de Hayden no crime e Hayden o matou para conseguir sua parte dos diamantes. Ethan, mortalmente ferido, fugiu para a casa de Leonard, onde ele morreu. Hayden sabe que os diamantes estão escondidos em algum lugar da casa e está ansioso para encontrá-los. Adam convence Katie que eles devem sair. Katie concorda.
Enquanto Adam está se preparando, Katie liga para Julia para dizer que Adam não estava planejando deixá-la. Sua ligação é interrompida quando Hayden aparece e segura Katie à mão armada, pedindo os diamantes. Hayden e Adam trocam tiros e ambos são mortos. Katie corre para o lado de Adam, a última coisa que ele diz a ela é "no jardim" antes que ele morra de seus ferimentos.
De repente, Julia chega. Katie diz a ela que Hayden foi quem matou Leonard, dando-lhe uma overdose de seus medicamentos. Ela também diz que Leonard afirmou que ouviu alguém em casa à noite, que deve ter sido Hayden invadindo e procurando os diamantes. Julia pega a arma de Hayden e mantém Katie à mão armada, revelando que ela faz parte da trama. Ela conheceu Hayden durante seus deveres de defensora pública e orquestrou tudo, incluindo o último desejo forjado de Leonard, para obter uma parte dos diamantes. Ela exige os diamantes, mas Katie diz que Adam os escondeu em algum lugar e ela não sabe a localização. O detetive Chesler chega a tempo e atira em Julia.
Quatro meses depois, Katie é mostrada grávida e jardinagem fora. Chesler diz a ela que o caso está encerrado e que Adam seria mantido fora da lista de suspeitos, mantendo sua reputação e memória intactas. Chesler fala sobre como eles procuraram a casa de cima para baixo em busca de diamantes, mas nunca encontraram nada. Mais uma vez, Katie diz a ela que ela ainda não tem ideia de onde estão os diamantes. Na última cena, Katie liga os aspersores e sai do jardim. A água afasta o solo e os diamantes são enterrados debaixo de uma árvore, dando sentido às palavras moribundas de Adam.

## Elenco
- Camila Mendes como Katie Franklin
- Jessie T. Usher como Adam Kettner
- Jamie Chung como Julia Byron-Kim
- Cam Gigandet como Mickey Hayden
- Sasha Alexander como Detetive Chesler
- Elliott Gould como Leonard
- Nick Purcha como Charlie
- Radhesh Aria como Detetive Wilden

## Produção
Em abril de 2019, foi anunciado que Camila Mendes havia se juntado ao elenco do filme, com Michael Scott dirigindo um roteiro de David Golden e distribuição da Netflix. Em maio de 2019, Jessie T. Usher, Jamie Chung, Cam Gigandet, Sasha Alexander e Elliott Gould se juntaram ao elenco do filme.

### Filmagens
As gravações do filme começaram em abril de 2019.

## Recepção
Na revisão do site Rotten Tomatoes, o filme mantém um índice de aprovação de 26% com base em 27 avaliações, e uma classificação média de 4,23/10. O consenso dos críticos do site diz: "Enérgico o suficiente para ser divertido, mas medíocre demais para ser memorável, Dangerous Lies finge emoções eróticas sem realmente suar a camisa". Em Metacritic, o filme tem uma pontuação média ponderada de 51 em 100, com base em 7 críticos, indicando "críticas mistas ou médias".